# Williams FW33
O FW 33, foi o modelo do carro de corrida da equipe Williams para a temporada 2011 de Fórmula 1 pilotado por Rubens Barrichello e Pastor Maldonado.

## Lançamento
O modelo foi apresentado oficialmente no dia 1 de fevereiro de 2011 em Valência, com pintura é provisória. A Williams anunciou que usaria o KERS produzido pela própria equipe. 
O carro também apareceu com poucos patrocinadores, após a perda de alguns no final de 2010, porém grande parte do carro exibe o logo da PDVSA que é seu novo patrocinador principal. 
O carro mostrou mudanças principalmente no bico e na traseira, que é bem estreita. Segundo a Williams, isso se deve, entre outras coisas, a criação do menor câmbio já criado pela equipe, e que esperam que possam ganhar vantagem com isso. Na parte de suspensões a equipe adotou a usada pela Red Bull nos ultimos anos.
No dia 24 de fevereiro a equipe apresentou a pintura oficial do carro para a temporada.

## Resultados[3]
(legenda)
| Ano  | Chassi | Motor              | Pneus | N° | Pilotos            | 1   | 2   | 3   | 4   | 5   | 6   | 7   | 8   | 9   | 10  | 11  | 12  | 13  | 14  | 15  | 16  | 17  | 18  | 19  | Pontos | Posição |  |
| ---- | ------ | ------------------ | ----- | -- | ------------------ | --- | --- | --- | --- | --- | --- | --- | --- | --- | --- | --- | --- | --- | --- | --- | --- | --- | --- | --- | ------ | ------- |  |
|      |        |                    |       |    |                    |     |     |     |     |     |     |     |     |     |     |     |     |     |     |     |     |     |     |     |        |         |  |
|      |        |                    |       |    |                    | AUS | MAL | CHN | TUR | ESP | MON | CAN | EUR | GBR | GER | HUN | BEL | ITA | SIN | JPN | KOR | IND | ABD | BRA |        |         |  |
| 2011 | FW33   | Cosworth CA2011 V8 | P     | 11 | Rubens Barrichello | Ret | Ret | 13  | 15  | 17  | 9   | 9   | 12  | 13  | Ret | 13  | 16  | 12  | 13  | 17  | 12  | 15  | 12  | 14  | 5      | 9º      |  |
| 2011 | FW33   | Cosworth CA2011 V8 | P     | 12 | Pastor Maldonado   | Ret | Ret | 18  | 17  | 15  | 18† | Ret | 18  | 14  | 14  | 16  | 10  | 11  | 11  | 14  | Ret | Ret | 14  | Ret | 5      | 9º      |  |

† Completou mais de 90% da distância da corrida.